# Хэ Цзинчжи
Хэ Цзинчжи́ (р. 1924) — китайский драматург и поэт. Министр культуры КНР (1989—1992). 

## Биография
Родился в 1924 году. Учился и работал в Яньани. Руководил курсами драматургии при Центральном театральном институте.
В соавторстве с Дин Ни написал пьесу «Седая девушка» (1946).

## Награды и премии
- Сталинская премия второй степени (1952) — за пьесу «Седая девушка»